# Šéfe, vrať se!
Šéfe, vrať se! je československá televizní komedie z roku 1984 režírovaná Hynkem Bočanem. Film je 2. dílem ze série pěti volně navazujících komedií s podvodníky Pepanem, Járou a Marcelou. Celá série vyšla na DVD pod souborným názvem Šéfové.

## Děj
Rodina Anežky si Pepana (který se s Anežkou seznámil v předcházejícím dílu) odváží proti jeho vůli domů na Moravu. Anežčina rodina se rozhodne Pepana převychovat a donutí ho přitom i pracovat. Najdou mu místo skladníka ve skladu stavebnin a bytového vybavení. Na to, aby Pepan neudělal nějaký podraz, dohlíží Anežčini bratři, kteří také zhatí veškeré Pepanovi pokusy o útěk. Pepanovi se i přesto podaří domluvit prodej cementu. Ten si večer připraví na vlek, ale ráno zjistí, že cement zmizel i s vlekem. Při dalším doplňování zásob do skladu si Pepan raději zkontroluje přebírané zboží a zjistí, že místo barevné televize je v krabici od ní televize černobílá. Zjistí, že ona barevná televize se nachází v domě Anežčiny rodiny. V noci se proto rozhodne sklad hlídat a zjistí, že zlodějem je jeden z Anežčiných bratrů. Při sledování Anežčina bratra se seznámí s další obyvatelkou vesnice, která ho pozve k sobě domů.
Při další cestě do města se Pepan pokusí o levotu, bratr Anežky mu ji sice zhatí, ale Pepan mu oznámí, že ho viděl při odvážení věcí ze skladu. Protože se Anežčin bratr bojí svého táty, domluví se, že na sebe nic vzájemně neřeknou. Anežčin otec dojde k závěru, že je nejvyšší čas na svatbu a vezme Pepana a své syny do místní restaurace na oslavu. Při návratu z restaurace kupodivu potká Marcelu ve společnosti dámy, která si říká Barbara. Pepan jede další den traktorem z města a potká obyvatelku vesnice, která ho pozvala k sobě domů. Povídají si a Pepan nadhodí, že plánuje koupi auta. Podaří se mu vymámit z vesničanky 30 tisíc korun. O ty ale přijde, když otec Anežky pošle Anežku, aby Pepanovi umyla záda a on se svými syny tak mohli prohledat Pepanovo oblečení.
Pepanovi se nakonec uniknout podaří. Po návratu domů přistoupí na Barbařin plán s podvodem při pronájmu bytu. Vyhlédnou si byt, o kterém mají zjištěno, že jeho majitelé odjíždí na dovolenou a podaří se jim pořídit si kopie klíčů od toho bytu. Pepan s Barbarou se pak vydávají za majitele bytu, kteří odjíždí na delší dobu pryč a chtějí byt pronajmout. Mezitím si Jára od Pepana půjčil jeho byt, ve kterém se připravuje na návštěvu učitelky Lidušky z Kolína, kterou poznal přes inzerát. S prvními čtyřmi zájemci proběhne podpis nájemní smlouvy bez problémů, poslední se ale chce poradit s právníkem. Barbara prohlásí, že potřebuje svézt a poslední zájemce o byt jí svezení nabídne. Pepan zjistí, že s odchodem Barbary zmizely i peníze, dojde mu, že Barbara ho podvedla a vyběhne za Barbarou, ona ale již ujíždí autem.
Barbara zajde do baru za Marcelou a dá jí nějaké peníze s tím, ať připraví nějakou oslavu, a dá jí klíče od svého bytu. Později se u Marcely objeví i Pepan s tím, že Barbara je podvedla, ale Marcela ho uklidňuje, že s Barbarou mluvila a že je teda podvést nechce, když jí dala peníze na oslavu. Jára se konečně dočká své učitelky Lidušky z Kolína. Ta mu ale říká, že si narazila koleno, a že neví, jak se dostane za svojí kamarádkou, která jí slíbila, že jí prodá svetřík. Jára se nabídne, že jí pro svetřík dojede. V Barbařině bytě je už připravená oslava a Barbara nikde. Když někdo zazvoní, jsou to praví majitelé bytu, se kterými se Pepan a Marcela pohádají. Další, kdo do bytu přijde, je Jára, který si jde pro svetřík. Pepan, Jára a Marcela z bytu odcházejí a majitelé bytu nerozumí tomu, co se děje. Zvoní někdo další a ukáže se, že je to zájemkyně o byt, která si jej pronajala od Barbary.
Pepan, Jára a Marcela jdou do Pepanova bytu a Pepan nechápe, jak se Jára do toho všeho připletl. Když přijdou do Pepanova bytu, zjistí, že veškeré jeho vybavení je pryč. Ptají se s Marcelou Járy, jak vypadala ta jeho učitelka a zjistí, že to byla Barbara. Někdo zvoní a ukáže se, že je to Anežka a vesničanka. Anežka se Pepana ptá, jestli je pravda, zda mu vesničanka dala 30 tisíc, Pepan řekne, že ano, Anežka jí peníze vrátí a vesničanka odejde. Pepan Anežku políbí v prázdném bytě.

## Obsazení
| Petr Nárožný            | podvodník Josef „Pepan” Mareček                                |
| Karel Heřmánek          | zloděj aut Jaroslav zvaný „Jára“                               |
| Naďa Konvalinková       | prostitutka Marcela                                            |
| Jaroslava Kretschmerová | Anežka Slámová                                                 |
| Jiřina Bohdalová        | podvodnice Barbara Voráčková                                   |
| Vladimír Hrubý          | Sláma, Anežčin otec                                            |
| Miloš Vávra             | Sláma, Anežčin bratr                                           |
| Pavel Spálený ml.       | Sláma, Anežčin bratr                                           |
| Zdeněk Srstka           | Sláma, Anežčin bratr                                           |
| Laďka Kozderková        | paní Drahuše, sousedka Slámových                               |
| Václav Sloup            | stavbyvedoucí Jindra                                           |
| Jana Vaňková            | Eliška Drápalová, skutečná majitelka vícekrát pronajatého bytu |
| Alena Kreuzmannová      | zájemkyně o pronájem bytu Koulová                              |
| Viktor Maurer           | doktor Jánský, právní zástupce Koulové                         |
| Jan Schmid              | Voráček, manžel skutečné Barbary                               |
| Jana Viščaková          | servírka Jarmila                                               |
| Bohumila Dolejšová      | skutečná Barbara Voráčková                                     |
| Bohuslav Čáp            | příslušník VB                                                  |
| Hana Čížková            | pokladní v samoobsluze                                         |
| Ladislav Krečmer        | zájemce o cement                                               |
| Václav Mareš            | zájemce o pronájem bytu Málek                                  |
| Jan Vondráček           | zájemce o pronájem bytu                                        |

## Tvůrci a štáb
- Režie: Hynek Bočan
- Scénář: Ivan Gariš
- Dramaturg: Václav Luks
- Kamera: Jiří Tarantík
- Vedoucí produkce: Jiří Beránek
- Hudba: Vadim Petrov
- Nahrál: Filmový symfonický orchestr (řídil Mario Klemens)
- Výtvarník scény: Bohumil Nový
- Výtvarník kostýmů: Svata Sophová
- Kostýmy: Ludmila Ondráčková
- Zvuk: Karel Martínek
- Střih: Ivana Kačírková
- II. kameraman: Rudolf Jokl
- Asistent kamery: Emil Hora
- Masky: Eva Vyplelová
- Výprava: Jiří Rulík
- Skript: Jitka Tošilová
- Pomocný režisér: Dobroslav Zborník
- Zástupci vedoucího produkce: Miloš Zajdl, Vlasta Synkulová

## Produkční a technické údaje
- Premiéra: 9. březen 1985, I. program Československé televize (od 20:05)
- Výroba: Československá televize Praha ve Filmovém studiu Barrandov, © 1984
- Zpracovaly: Filmové laboratoře Barrandov
- Barva: barevný
- Jazyk: čeština
- Délka: cca 83 minut
- Formát obrazu: 4:3